# Eriochiton
Eriochiton é um género botânico pertencente à família Amaranthaceae.

## Espécies
- Eriochiton sclerolaenoides